# Bylany (Chrudim)
Bylany é uma comuna checa localizada na região de Pardubice, distrito de Chrudim.